# Seattle SuperSonics 1975-1976
La stagione 1975-76 dei Seattle SuperSonics fu la 9ª nella NBA per la franchigia.
I Seattle SuperSonics arrivarono secondi nella Pacific Division della Western Conference con un record di 43-39. Nei play-off persero la semifinale di conference con i Phoenix Suns (4-2).

## Roster
| N° | Naz.                   | Ruolo | Sportivo        | Anno | Alt. | Peso |
| -- | ---------------------- | ----- | --------------- | ---- | ---- | ---- |
| 3  | Stati Uniti (bandiera) | GA    | Herm Gilliam    | 1946 | 191  | 86   |
| 11 | Stati Uniti (bandiera) | A     | Leonard Gray    | 1951 | 203  | 109  |
| 13 | Stati Uniti (bandiera) | G     | Slick Watts     | 1951 | 185  | 79   |
| 15 | Stati Uniti (bandiera) | A     | Willie Norwood  | 1947 | 201  | 100  |
| 16 | Stati Uniti (bandiera) | C     | Tommy Burleson  | 1952 | 218  | 102  |
| 20 | Stati Uniti (bandiera) | A     | Gene Short      | 1953 | 198  | 91   |
| 22 | Stati Uniti (bandiera) | GA    | Tal Skinner     | 1952 | 196  | 88   |
| 25 | Stati Uniti (bandiera) | G     | Rod Derline     | 1952 | 183  | 79   |
| 32 | Stati Uniti (bandiera) | G     | Fred Brown      | 1948 | 191  | 83   |
| 35 | Stati Uniti (bandiera) | AC    | Zaid Abdul-Aziz | 1946 | 206  | 107  |
| 35 | Stati Uniti (bandiera) | C     | Al Carlson      | 1951 | 211  | 107  |
| 40 | Stati Uniti (bandiera) | AC    | Mike Bantom     | 1951 | 206  | 91   |
| 42 | Stati Uniti (bandiera) | AC    | John Hummer     | 1948 | 206  | 104  |
| 44 | Stati Uniti (bandiera) | G     | Frank Oleynick  | 1955 | 188  | 84   |
| 45 | Stati Uniti (bandiera) | A     | Bruce Seals     | 1953 | 203  | 95   |

## Staff tecnico
- Allenatore: Bill Russell
- Vice-allenatore: Bob Hopkins